# .ee
.ee је највиши Интернет домен државних кодова (ccTLD) за Естонију. Овим доменом управља EENet.
Свако правно лице може добити само једну адресу са овим доменом, а регистрација додатних адреса у циљу заштите робне марке су забрањена јер „интернет адреса нема статус робне марке; како је сврха адреса са доменом .ee да представљају одређену установу на интернету (као регистарска шифра у комерцијалном регистру), регистрација додатних домена у циљу заштите робне марке или облика имена није дозвољена“. Регистрација адресе правног лица је бесплатна.